# پی‌جی‌نیگ
پی‌جی‌نیگ (به انگلیسی: PGNiG) که مختصر شده نام شرکت نفت و گاز و معدن لهستان است، شرکت دولتی نفت و گاز لهستانی می‌باشد، که در زمینه اکتشاف نفت و تولید گاز طبیعی، واردات، ذخیره‌سازی، انتقال و فروش نفت خام و گاز طبیعی فعالیت می‌کند. شرکت پی‌جی‌نیگ یکی از بزرگترین شرکت‌های مستقر در لهستان است و بخشی از سهام آن در بازار بورس اوراق بهادار ورشو معامله می‌شود.